# جاسم (اسم)
جاسم هو اسم علم مذكر من أصل عربي، ومعناه هو الضخم الجسيم.

## الأصل اللغوي
يعود اسم جاسم للجذر اللغوي ج س م، وجَسِمَ بمعنى أشتد جسمه وغلظ وقوي. ومن مشتقاته: جسَّام.

## شخصيات تحمل الاسم
- جاسم الطويرجاوي (خطيب حسيني، 1947 -11 أكتوبر 2020)
- جاسم التميمي (لاعب كرة قدم قطري، 14 فبراير 1971 – )
- جاسم الهويدي (لاعب كرة قدم كويتي، 28 أكتوبر 1972[6] – )
- جاسم بن محمد آل ثاني (سياسي قطري، 1825 – 17 يوليو 1913)
- جاسم بهمن (لاعب كرة قدم كويتي، 15 فبراير 1958 – )
- جاسم سالم (لاعب كرة قدم إماراتي، 27 فبراير 1997 – )
- جاسم علوان (عسكري وسياسي سوري، 4 يوليو 1928 – 3 يناير 2018)
- جاسم محمد (لاعب كرة قدم عراقي، 11 مارس 1979[7] – )
- جاسم محمد عمر (لاعب كرة قدم قطري، 18 أبريل 1995[8] – )
- جاسم مندي (16 ديسمبر 1944 – )
- جاسم يعقوب (لاعب كرة قدم كويتي، 25 أكتوبر 1953[9] – )
- جاسم الصحيح شاعر سعودي
- جاسم بن حمد آل ثاني (ممثل أمير دولة قطر، 25 أغسطس 1978_)
- جاسم النجفي (خطاط عراقي، 1950 _)
- جاسم شهاب (شاعر كويتي، 1938_2011)
- جاسم مهلهل الياسين (داعية كويتي، 1950_)
- جاسم البديوي (أمين مجلس التعاون الخليجي، 22 فبراير 1968)

## وصلات خارجية
- موسوعة السلطان قابوس لأسماء العرب نسخة محفوظة 5 أبريل 2019 على موقع واي باك مشين.